# Manfred Misselhorn

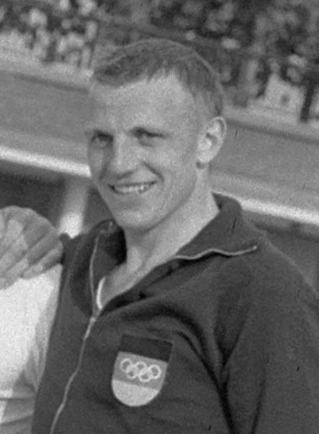
Manfred Misselhorn (1964)

Manfred Misselhorn (* 29. Juli 1938 in Fallersleben) ist ein ehemaliger deutscher Ruderer.
Misselhorn belegte 1962 zusammen mit Helmut Schulz im Doppelzweier des RC Holzminden den dritten Platz bei den Deutschen Meisterschaften. 1963 startete Misselhorn mit Albrecht Müller im Doppelzweier des Ruderclubs Germania Düsseldorf 1904 und erreichte bei den Deutschen Meisterschaften den zweiten Platz hinter Josef Steffes-Mies und Jost Krause-Wichmann.
1964 bildeten Misselhorn und Müller einen Vierer ohne Steuermann zusammen mit Horst Effertz und Günter Schroers. Diese Crew gewann den deutschen Meistertitel und siegte bei den Europameisterschaften 1964 in Amsterdam vor den Dänen und den Italienern. Der deutsche Vierer war damit auch Favorit für die olympische Regatta in Tokio. Dort siegten die Dänen, die deutsche Crew erreichte zwar das Finale, kam aber mit den Windverhältnissen nicht zurecht und belegte den sechsten Platz.
Misselhorn war zum Zeitpunkt seiner Olympiateilnahme bereits ausgebildeter Bauingenieur.